# Shishmaref
Shishmaref (en inupiaq Qiġiqtaq, en russe : Шишмарёв) est une localité d'Alaska, aux États-Unis, située dans la région de recensement de Nome. Sa population était de 563 habitants en 2010.

## Géographie
Elle est située sur l'île Sarichef, dans la mer des Tchouktches, au nord du détroit de Béring, à huit kilomètres du continent, à 203 kilomètres au nord de Nome et à 161 kilomètres au sud-ouest de Kotzebue. Elle est entourée par le Bering Land Bridge National Preserve qui fait partie du Beringian National Heritage Park inauguré par les présidents Mikhaïl Gorbatchev et George H. W. Bush en 1990.
Les températures moyennes vont de −24 °C à −17 °C en janvier et de 8 °C à 12 °C en juillet.

## Histoire
En 1816, Otto von Kotzebue nomme cet endroit Shishmarev en l'honneur d'un membre de son équipe. Des recherches archéologiques conduites aux alentours de 1821 mettent en évidence des vestiges d'habitations inuit datant de plusieurs siècles. Shishmaref constitue alors un excellent port et en 1900, il devient un centre d'approvisionnement pour les activités minières liées à l'or, plus au sud. Une poste est ouverte en 1901.
En octobre 1997, un important orage inonde quatorze habitations, obligeant les habitants à se reloger. L'érosion de l'île se poursuit, provoquée par la montée des eaux liée au changement climatique, rendant dangereuses les habitations proches du littoral. En juillet 2002, les habitants votent le déplacement de la communauté, avant de voter une nouvelle fois ce déplacement en 2016, après l'échec de la première tentative. Le village sera reconstruit sur le continent, à une vingtaine de kilomètres au sud. Ses habitants feront partie des premiers réfugiés du changement climatique dans le monde.

## Démographie
| Groupe                           | Shishmaref | Alaska | États-Unis |
| -------------------------------- | ---------- | ------ | ---------- |
| Autochtones d'Alaska             | 95,0       | 14,8   | 0,9        |
| Blancs                           | 3,6        | 66,7   | 72,4       |
| Métis                            | 1,2        | 7,3    | 2,9        |
| Asiatiques                       | 0,4        | 5,4    | 4,8        |
| Autres                           | 0,0        | 6,0    | 19,0       |
| Total                            | 100        | 100    | 100        |
|                                  |            |        |            |
| Hispaniques et Latino-Américains | 0,2        | 5,5    | 16,7       |

En 2010, la population autochtone est principalement composée de Iñupiat (93,3 % de la population de la ville).
Selon l'American Community Survey, pour la période 2011-2015, 72,78 % de la population âgée de plus de 5 ans déclare parler l'anglais à la maison et 27,22 % déclare parler l'inupiaq.
| 1920 | 1930 | 1940 | 1950 | 1960 | 1970 |
| ---- | ---- | ---- | ---- | ---- | ---- |
| 131  | 223  | 257  | 194  | 217  | 267  |

| 1980 | 1990 | 2000 | 2010 | - | - |
| ---- | ---- | ---- | ---- | - | - |
| 394  | 456  | 562  | 563  | - | - |

## Économie
L'économie locale est une économie de subsistance, basée sur les ressources de la mer ainsi que sur la chasse et la cueillette. Des troupeaux de rennes permettent une activité artisanale de tannerie des peaux, ainsi que l'exploitation de la viande.